# Oxelösunds hamn

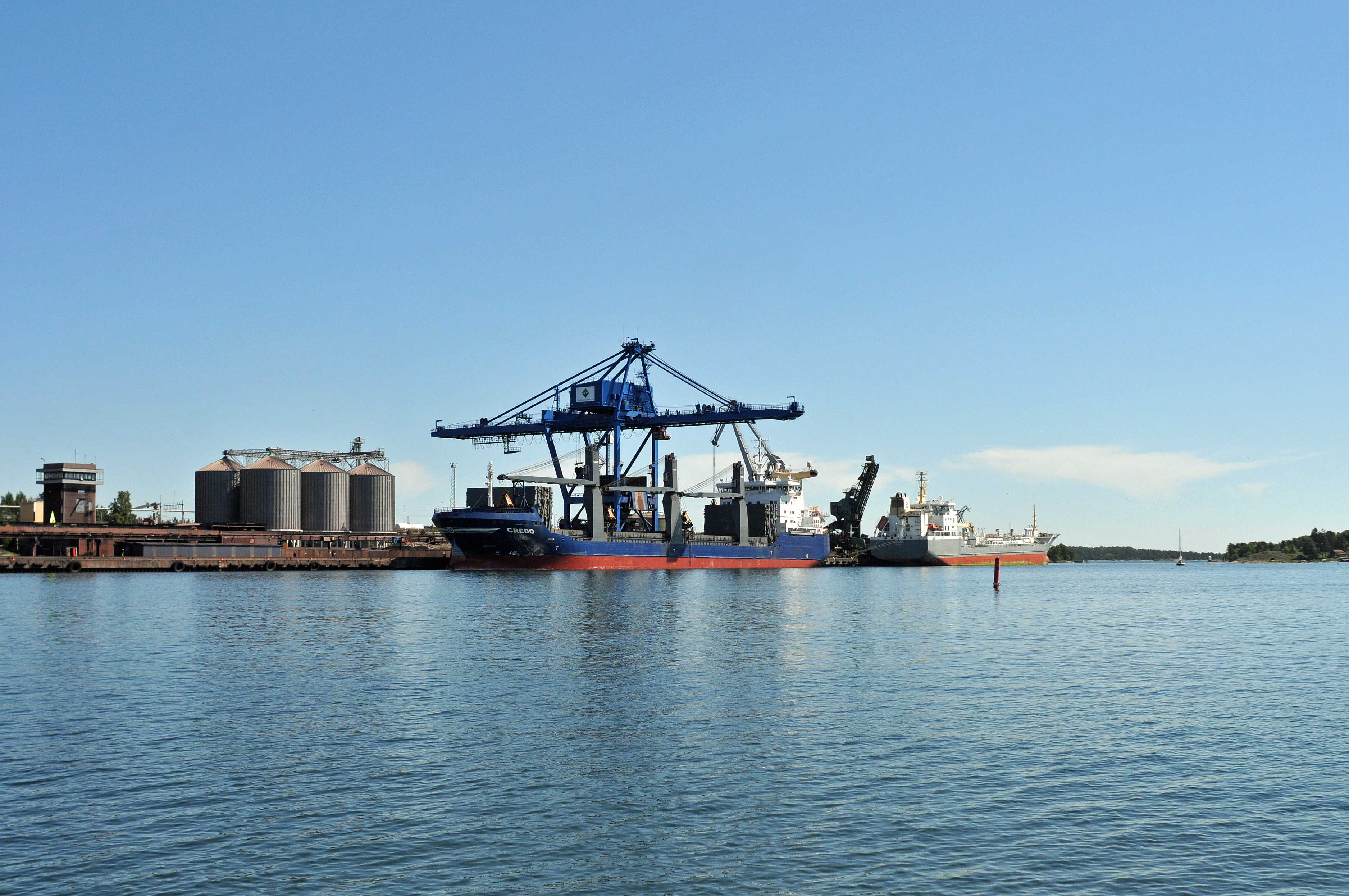

Oxelösunds  hamn är en godshamn belägen i Oxelösunds kommun i Södermanlands län. Vattendjupet är 16,5 meter vilket innebär att hamnen kan ta emot de största fartygen som kan gå till och från Östersjön. Hamnen hanterar olika slags laster, exempelvis olja, coils (rullad plåt från SSAB Borlänge), plåt, malm, cement och containrar. Det anländer en roro färga en gång i veckan. Hamnen har anslutning till järnvägslinjen Sala–Oxelösund. Oxelösunds hamns personal bemannar och driftar SSABs hamn, även kallad Stålhamnen.  Antalet anställda var år 2017 cirka 222 personer.

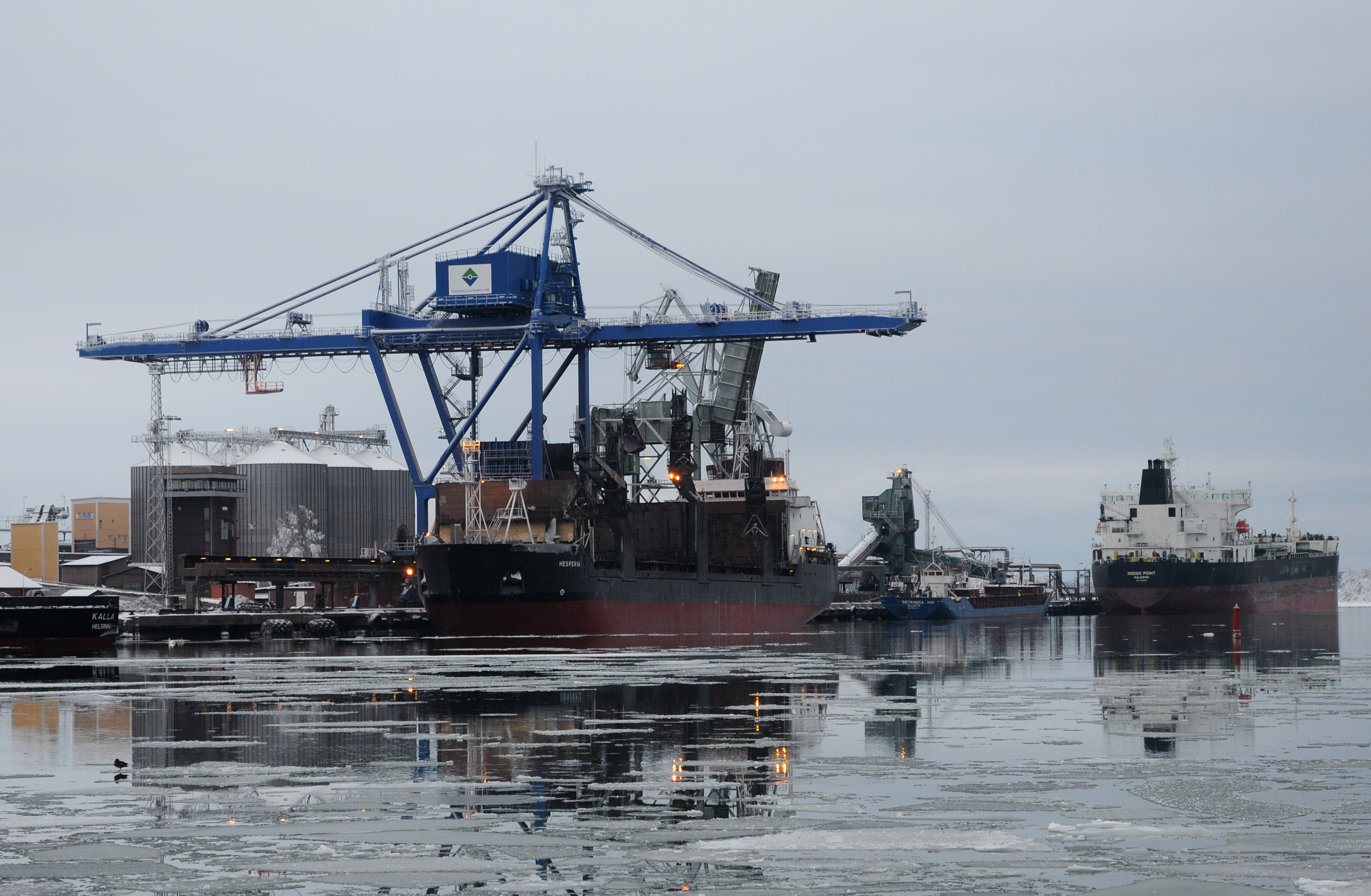
Bulkgodskranen Xiao Ping februari 2010.
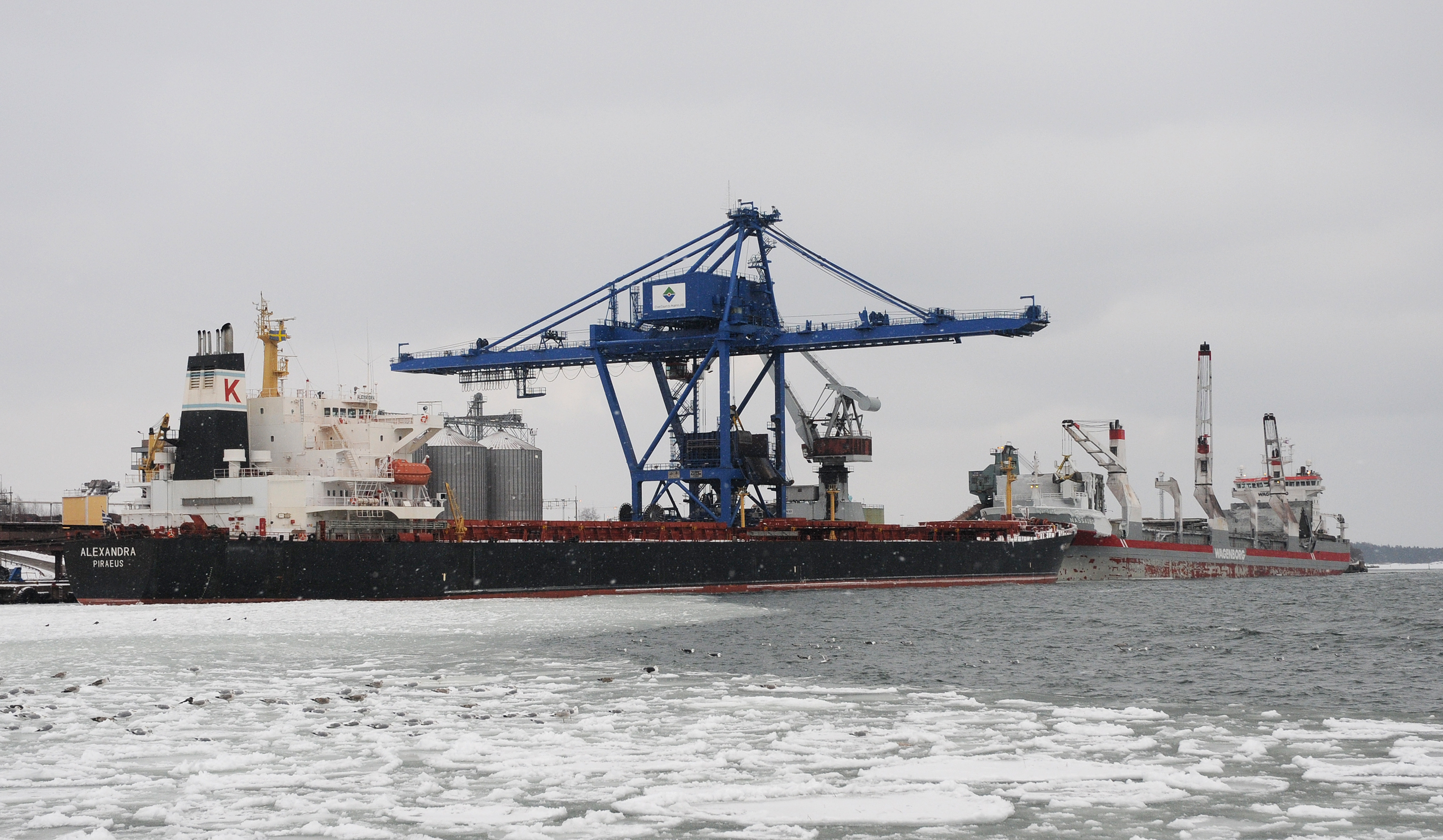
Hamnen i februari 2011.
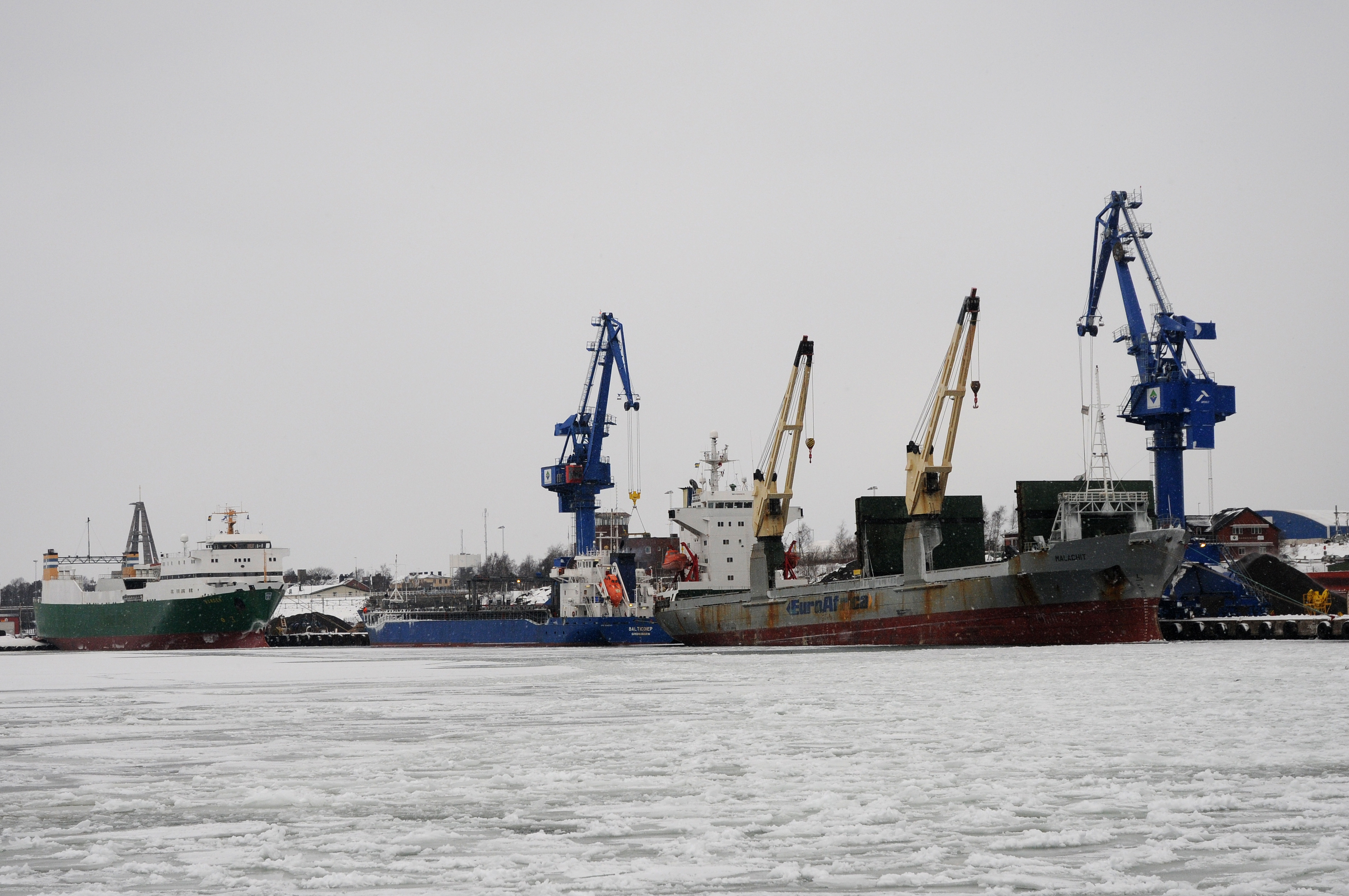